# Луганський автовокзал
Луга́нський автовокза́л — головний автовокзал та єдиний у місті Луганськ. Це міжнародний автовокзал. Автовокзал був побудований у травні 1976 року. Він побудований зі скла та бетону